# Lethrus furcatus
Lethrus furcatus is een keversoort uit de familie mesttorren (Geotrupidae). De wetenschappelijke naam van de soort werd in 1890 gepubliceerd door Jakovlev.